# Carl W. Stiner

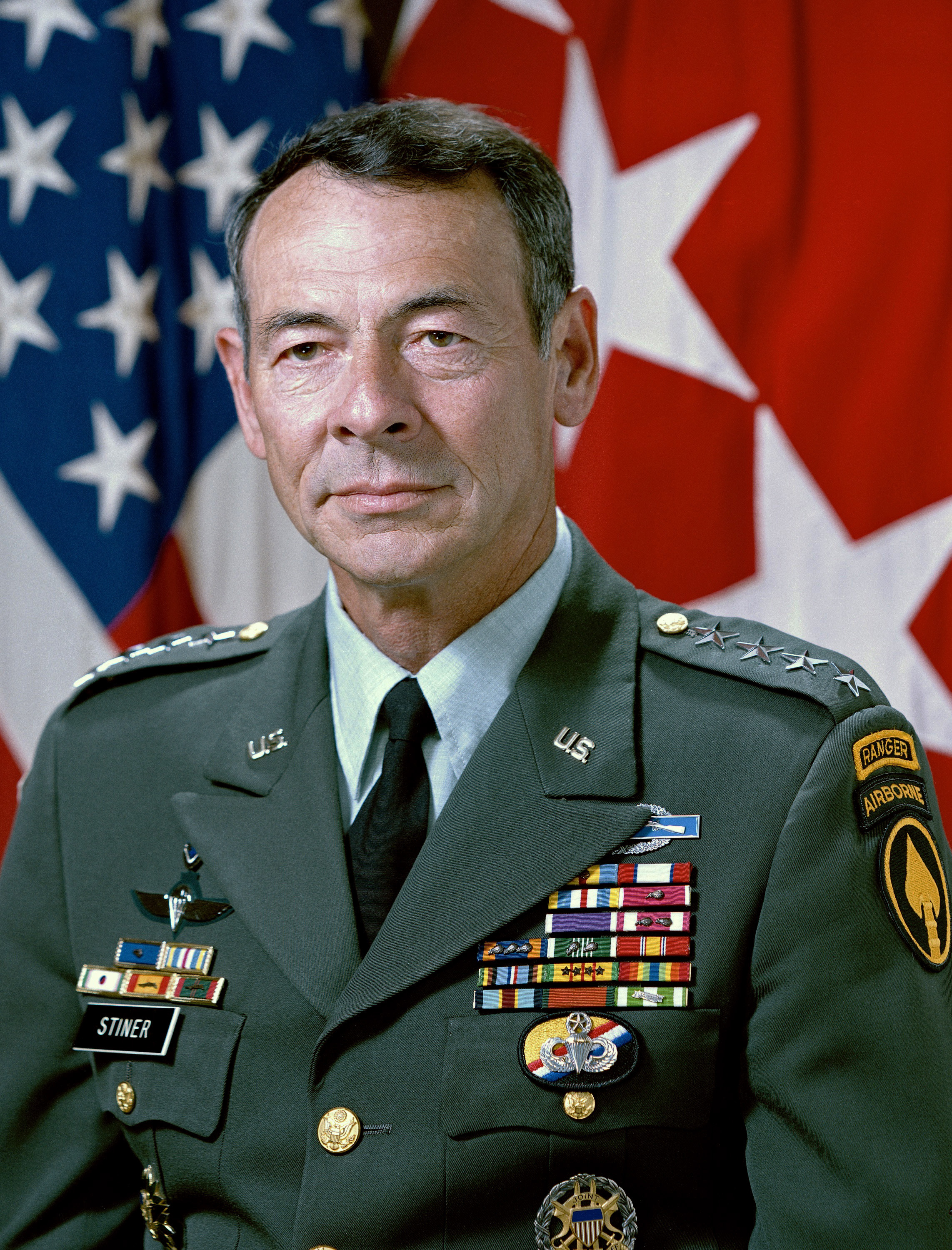
Carl W. Stiner

Carl Wade Stiner (* 7. September 1936 in  La Follette, Campbell County, Tennessee; † 2. Juni 2022 in Knoxville, Knox County, Tennessee) war ein Viersterne-General der United States Army. Er kommandierte unter anderem das United States Special Operations Command.
Carl Stiner war der Sohn von Emmit Clyde Stine und dessen Frau Hassie Delma Bullard. Über das ROTC-Programm der Tennessee Technological University gelangte er im Jahr 1958 in das Offizierskorps des US-Heeres. Dort wurde er als Leutnant der Infanterie zugeteilt. In der Armee durchlief er anschließend alle Offiziersränge bis zum Viersterne-General.
Im Lauf seiner militärischen Karriere absolvierte Stiner verschiedene Kurse und Schulungen. Dazu gehörten unter anderem das United States Army War College und das Command and General Staff College. In seinen jüngeren Jahren absolvierte er den für Offiziere in den niederen Rangstufen üblichen Dienst in verschiedenen Einheiten und Standorten. Von 1964 bis 1966 diente er in Fort Bragg in North Carolina erstmals in einer Spezialeinheit (3rd Special Forces Group). Im weiteren Verlauf der 1960er Jahre wurde er im Vietnamkrieg eingesetzt, wo er Stabsoffizier in der Abteilung für Operationen (G3) bei der 4. Infanteriedivision war.
Danach war er für einige Zeit Stabsoffizier im Heeresministerium. Im Jahr 1970 wurde er zur 82. Luftlandedivision versetzt, wo er Bataillonskommandeur und dann Leiter der G3-Abteilung der Division war. Mitte der 1970er Jahre war er für einige Zeit in Saudi-Arabien stationiert, ehe er das Kommando über eine Ausbildungsbrigade der 1. Infanteriedivision übernahm.
Im Jahr 1980 erreichte Carl Stiner die Beförderung zum Brigadegeneral. Danach wurde er Stabschef bei der nur von 1980 bis 1983 bestehenden Rapid Deployment Joint Task Force, die auf der MacDill Air Force Base stationiert war. Anschließend wurde er stellvertretender Kommandeur der 82. Luftlandedivision. Daran schloss sich eine Verwendung im Generalstab im Pentagon an. Von August 1984 bis Januar 1987 kommandierte Stiner als Generalmajor das United States Joint Special Operations Command in Fort Bragg. Damit begann seine Zeit als Kommandeur größerer Verbände.
Am 5. Januar 1987 wurde ihm das Kommando über die 82. Luftlandedivision übertragen. Diesen Posten bekleidete er bis zum 11. Oktober 1988. Anschließend wurde er als Generalleutnant und Nachfolger von John W. Foss neuer Kommandeur des XVIII. Luftlandecorps. Dabei war er auch an der US-Invasion in Panama beteiligt.
Nach seiner Beförderung zum Viersterne-General im Mai 1990 übernahm Carl Stiner am 27. Juni 1990 als Nachfolger von James J. Lindsay das Kommando über das teilstreitkraftübergreifende United States Special Operations Command, das auf der MacDill Air Force Base stationiert ist. Dieses Amt behielt er bis zum 20. Mai 1993. Während dieser Zeit war er auch mit den Sondereinsätzen (Special Operations) während des Zweiten Golfkriegs befasst. Danach ging er in den Ruhestand.
Im Jahr 2002 war Carl Stiner Co-Autor des Sachbuchs Shadow Warriors, dessen Hauptautor Tom Clancy war. In seinem Ruhestand war er auch als Dozent am Joint Forces Staff College tätig. Zudem war er Vorsitzender der Stiftung Special Operations Warrior Foundation. Carl Stiner starb am 22. Juni 2022 in Knoxville (Tennessee).

## Orden und Auszeichnungen
Carl Stiner erhielt im Lauf seiner militärischen Laufbahn unter anderem folgende Auszeichnungen:
- Defense Distinguished Service Medal (2 x)
- Army Distinguished Service Medal
- Defense Superior Service Medal
- Legion of Merit (2 x)
- Meritorious Service Medal (3 x)
- Air Medal (2 x)
- Army Commendation Medal (3 x)
- Presidential Unit Citation
- Joint Meritorious Unit Award
- National Defense Service Medal
- Armed Forces Expeditionary Medal
- Vietnam Service Medal
- Army Service Ribbon
- Army Overseas Service Ribbon
- Republic of Korea Presidential Unit Citation (Südkorea)
- Gallantry Cross (Südvietnam)
- Civil Actions Medal
- Vietnam Campaign Medal (Südvietnam)
- Purple Heart
- Combat Infantryman Badge